# Julien Cétout
Julien Cétout (Chartres, 2 gennaio 1988) è un ex calciatore francese, di ruolo difensore.

## Carriera

### Club
Il 7 gennaio 2019 viene acquistato a titolo definitivo dalla squadra francese dell'AS Béziers.

### Nazionale
Ha giocato nelle nazionali giovanili francesi Under-16 ed Under-17.

## Palmarès

### Club

#### Competizioni nazionali
- Ligue 2: 1

Nancy: 2015-2016